# مملكة فرنسا
مملكة فرنسا هي مملكة قامت في القسم الغربي من اوروبا في العصور الوسطى و الحديثة المبكرة بين 987–1791/1792 وهي سلف الجمهورية الفرنسية الحالية وكانت واحدة من اقوى الدول في أوروبا. وغدت واحدة من القوى العظمى منذ العصور الوسطى المتأخرة وحرب المئة عام وكما انها كانت من القوى الاستعمارية المبكرة مع ممتلكاتها في انحاء شتى من العالم.
مملكة فرنسا كانت خلفا لفرانسيا الغربية والتي كانت تقع في النصف الغربي من الإمبراطورية الكارولنجية و فرانسيا الغربية نشات بعد معاهدة فردان 843 م وتابع حكمها فرع من الاسرة الكارولنجية حتى عام 987 م عندما انتخب اوغو كابيه ملكا واصبحت تعرف باسم فرانسيا بعد ذلك .
و أول من سمى نفسه ملك فرنسا كان فيليب الثاني في عام 1190 و ظلت فرنسا تحكم من قبل آل كابيتيون حتى العام 1328م ثم حكمت من قبل ال فالوا بين العامين 1328 و 1589 و بعدها ال الحكم لآل البوربون حتى تم الإطاحة بهم بعد الثورة الفرنسية في عام 1791.
كانت فرنسا في العصور الوسطى ملكيةً إقطاعية غير مركزية. بالكاد كان يمكن ملاحظة سلطة ملك فرنسا في دوقية بريتاني وإمارة كاتالونيا (جزء من إسبانيا في يومنا هذا). كانت دوقيتا لورين وبروفينس ولاياتٍ تابعة للإمبراطورية الرومانية المقدسة ولم تكن جزءًا من فرنسا بعد. في البداية، انتُخب الملوك الفرنجة الغربيون من قبل الشخصيات البارزة الكنسية والدنيوية، إلا أن التتويج النظامي للابن الأكبر للملك الحاكم خلال حياة والده أسس مبدأ حق البكورة للذكور، الذي قُنّن في القانون السالي. خلال العصور الوسطى المتأخرة، ادعى ملوك إنجلترا الحق بالعرش الفرنسي، الأمر الذي نجم عنه سلسلة من الصراعات تُعرف بحرب المئة عام (1337-1453). بخروجها منتصرةً من الصراعات المذكورة، سعت فرنسا فيما بعد إلى توسيع نفوذها حتى إيطاليا، غير أنها هُزمت من قبل إسبانيا في الحروب الإيطالية التي تلت ذلك (1494-1559).
باتت فرنسا في الحقبة الحديثة الباكرة مركزيةً بصورة متزايدة، بدأت اللغة الفرنسية بإزاحة اللغات الأخرى من الاستعمال الرسمي، ووسّع الملك سلطته المطلقة في نظام إداري (حكم أترافي) زادت من تعقيداته المخالفات التاريخية والإقليمية في التقسيمات الضريبية والقانونية والقضائية والكنسية، والصلاحيات المحلية. أمست فرنسا مقسَّمة دينيًا بين غالبية كاثوليكية وأقلية بروتستانتية، الهوغونوتيون، ما أدى إلى سلسلة من الحروب الأهلية تُعرف باسم حروب فرنسا الدينية (1562-1598). أصابت هذه الحروب الدينية الأمة الفرنسية بالشلل، إلا أن الانتصار على إسبانيا ومَلَكية هابسبورغ في حرب الثلاثين عامًا جعلت فرنسا الأمة الأقوى في القارة مرةً أخرى، إذ باتت المملكة القوة الثقافية والسياسية والعسكرية المهيمنة في أوروبا خلال القرن السابع عشر تحت حكم الملك لويس الرابع عشر الذي لُقِّب بملك الشمس. في موازاة ذلك، طوّرت فرنسا إمبراطوريتها الاستعمارية الأولى في آسيا وأفريقيا وفي الأمريكتين. أفضت الحروب مع بريطانيا العظمى إلى خسارة جزء كبير من ممتلكاتها في أمريكيا الشمالية بحلول عام 1763. ساعد التدخل الفرنسي في الحرب الثورية الأمريكية على نيل الولايات المتحدة استقلالها، إلا أنه كان باهظ الثمن وحقق ما هو قليل لفرنسا.
تبنّت مملكة فرنسا دستورًا مكتوبًا في عام 1791، إلا أن الملكية أُلغيت بعد عام واستُبدلت بالجمهورية الفرنسية الأولى. استُعيدت المَلَكية من قبل قوى عظمى أخرى في عام 1814 واستمرت حتى اندلاع الثورة الفرنسية في عام 1848 (باستثناء المئة يوم عام 1815).

## التاريخ السياسي

### مملكة الفرنجة الغربية
خلال السنوات اللاحقة من حكم شارلمان المتقدم في السن، حقق الفايكينغ تقدمًا على طول الحدود الغربية والشمالية لمملكة الفرنجة. بعد وفاة شارلمان عام 814 كان ورَثته غير قادرين على الحفاظ على وحدة سياسية وبدأت الإمبراطورية بالانهيار. قَسَّمت معاهدة فيردان لعام 843 الإمبراطورية الكارولنجية إلى ثلاثة أقسام، فحكم شارل الأصلع فرنجة الغربية، نواة ما سيصبح لاحقًا مملكة فرنسا. تُوّج شارل الأصلع أيضًا ملكًا على مملكة لوثارينجيا بعد وفاة لوثر الثاني في عام 869، إلا أنه أُرغم بموجب معاهدة ميرسين على التخلي عن جزء كبير من لوثارينجيا لأشقائه، محتفظًا بحوضي نهر الميز ونهر الرون (بما فيهما بيزنسون وفيردان وفيين) إلا أنه أبقى الراينلاند وآخن ومتز وترير في فرنجة الشرقية.
شرع تقدم الفايكينع بالتعاظم، وكانت سفنهم المخيفة تبحر أعلى نهري لوار والسين وممراتٍ مائية أخرى في الداخل، فعاثت فسادًا ونشرت الرعب. خلال حكم شارل البسيط (898-922)، استقر النورمان في ظل حكم رولو من النرويج في منطقة على جانبي نهر السين، في اتجاه مجرى النهر من باريس، أصبحت في ما بعد النورماندي.

### العصور الوسطى العليا
قُدّر للكارولنجيين مشاركة مصير أسلافهم: بعد صراع متقطع على السلطة بين السلالتين، ثبّت تولّي أوغو كابيه، دوق فرنسا وكونت باريس، في عام 987 السلالة الكابيتية على العرش. وحَكم فرنسا مع فروعها، آل فالوا وآل بوربون، لمدة تزيد عن 800 عام.
ترك النظام القديم السلالة الجديدة في سيطرة مباشرة على مناطق تتجاوز بقليل منتصف نهر الساين ومناطقه المجاورة، في حين ضمّ اللوردات الإقليميون مثل كونتات بلوة في القرنين العاشر والحادي عشر مناطق ضخمة بواسطة الزواج وترتيباتٍ خاصة مع نبلاء أقل شأنًا بهدف الحماية والدعم.
أصبحت المنطقة حول أسفل الساين مصدر قلق مع استيلاء الدوق ويليام الفاتح على مملكة إنجلترا عبر الفتح النورماندي في عام 1066، جاعلًا من نفسه وورثته مضاهين للملك خارج فرنسا (حيث كان ما يزال اسميًا خاضعًا للتاج الملكي).
ورث هنري الثاني دوقية نورماندي وكونتيّة أنجو، وتزوج ملكة فرنسا السابقة التي باتت عازبةً، إليانور آكيتاين، والتي حكمت معظم جنوبي غرب فرنسا في عام 1152.
بعد سحقه لثورة قادتها إليانور وثلاثة من أبنائها الأربعة، سجَن هنري إليانور وجعل دوقية بريتاني تابعةً له، وحكم فعليًا النصف الغربي من فرنسا كقوة أعظم من العرش الفرنسي. ومع ذلك، أتاحت لفيليب الثاني الخلافات بين أحفاد هنري حول تقسيم الأقاليم الفرنسية، إلى جانب الخلاف الطويل لجون ملك إنجلترا مع فيليب الثاني، استعادة نفوذه على معظم أقاليمه. بعد الانتصار الفرنسي في معركة بوفين في عام 1214، حافظ الملوك الإنجليز على السلطة في دوقية غوين الجنوبية الغربية فقط.

### العصور الوسطى المتأخرة وحرب المئة عام
أنهت وفاة شارل الرابع ملك فرنسا عام 1328 دون أن يترك ورثة ذكور السلالة الكابيتية الرئيسية.
في ظل القانون السالي، لم يكن ممكنًا انتقال التاج الملكي إلى امرأة (كانت ابنة فيليب الرابع إيزابيلا، التي كان ابنها إدوارد الثالث ملك إنجلترا)، فانتقل العرش إلى فيليب السادس، ابن شارل كونت فالوا. أفضى هذا، إضافةً إلى خلاف طويل الأمد حول حقوق غاسكوني في جنوب فرنسا والعلاقة بين إنجلترا ومدن القماش الفلمنكية، إلى حرب المئة عام منذ 1337 حتى عام 1453. شهد القرن اللاحق حربًا مدمرة وثوراتٍ فلاحية (ثورة الفلاحين الإنجليز في عام 1381 وثورة الجاكية في عام 1358 في فرنسا) وصعود النزعة القومية في كلا البلدين.
كانت خسائر قرن الحرب ضخمةً، تحديدًا بسبب الطاعون (الموت الأسود، الذي يُعد عادةً تفشي الطاعون الدملي) الذي وصل من إيطاليا في عام 1348، وانتشر بسرعة في وادي الرون ومن ثم في معظم أنحاء البلاد: يُقدّر أن تعدادًا سكانيًا بين 18 إلى 20 مليون نسمة في فرنسا كيومنا هذا انخفض بعد 150 عامًا في وقت عائدات ضريبة الموقد لعام 1328 بنسبة 50% أو أكثر.

### عصر النهضة والإصلاح الديني

تصميم مُقترح لعلم مملكة فرنسا، صُمم في أواخر القرن التاسع عشر، ولم يتم اعتماده.

اشتُهر عصر النهضة بظهور المؤسسات المركزية القوية، وكذلك الثقافة المزدهرة (استورِد معظمها من إيطاليا). بنى الملوك نظامًا ماليًا قويًا زاد من صلاحية الملك في إنشاء جيوش أفزعت النبلاء المحليين. ظهرت في باريس على وجه التحديد تقاليد قوية في الأدب والفن والموسيقى. وكان الأسلوب السائد هو الكلاسيكي.
وُقّع مرسوم فيلير كوتيريت ليصبح قانونًا من قبل فرانسوا الأول في عام 1539، الذي كان إلى حد كبير عمل المستشار غويلام بوييه، وتعامل مع عدد من المسائل الحكومية والقضائية والكنسية. دعا البندان 110 و111، الأكثر شهرة، إلى استعمال اللغة الفرنسية في جميع الأعمال القانونية والعقود المصدقة والتشريع الرسمي.

#### الحروب الإيطالية
بعد حرب المئة عام، وقّع شارل الثامن ملك فرنسا ثلاث معاهداتٍ إضافية مع هنري السابع ملك إنجلترا والإمبراطور الروماني المقدس ماكسيمليان الأول وفرناندو الثاني ملك آراغون على التوالي في إيتابلس (1492) وسينليس (1493) وبرشلونة (1493). مهّدت هذه المعاهدات الثلاث الطريق لفرنسا لخوض الحروب الإيطالية الطويلة (1494-1559)، التي شَيّدت بداية فرنسا الحديثة الباكرة. لم تسفر الجهود الفرنسية لنيل الهيمنة سوى عن سلطة متزايدة لآل هابسبورغ.

### الثورة الفرنسية

#### اقتحام سجن الباستيل

اقتحام سجن الباستيل في يوليو 1789

تزامناً مع التطورات في الجمعية الوطنية، نشر نيكر بيانات غير دقيقة حول ديون الحكومة، رافعاً عنها صفة السريّة وجاعلاً إياها متاحة للشعب. كانت ماري أنطوانيت تسعى مع الشقيق الأصغر للملك الكونت دي أرتوا، على خلع نيكر من منصبه بناءً على اقتراح مجلس مستشاريها. غير أن الملك، وخلافاً لرغبة الملكة، منح نيكر صلاحية إعادة هيكلة وزارة المالية الفرنسية كلها، إثر نشره بيانات الدين العام. ما قام به الملك، يفسّر بخوفه من انتفاضة الباريسيين في اليوم التالي لاطلاعهم على تلك البيانات. وبكل الأحوال فإن حشد الجيش من المناطق إلى باريس، وإغلاق الجمعية الوطنية، والبيانات المالية، فضلاً عن كون بعض الجند الذين تمّ استقدامهم للعاصمة من المرتزقة الأجانب العاملين في الجيش الفرنسي، هذه الأسباب مجتمعة أدت إلى انتشار الغوغاء، والفوضى، وعمليات سلب ونهب، والشغب في باريس؛ وكان بعض مرتكبيها من جند الجيش ذاته.
وهو ما دعم بانتشار إشاعات بأن لويس السادس عشر سيحل الجمعية، ولذلك قررت مجموعة من الباريسيين المنتفضين في المدينة يوم 14 يوليو السيطرة على مخازن السلاح والذخيرة الموجودة داخل قلعة الباستيل، والتي كان ينظر إليها كرمز للسلطة الملكية في البلاد. وبعد عدة ساعات من القتال، سقط السجن في بعد ظهر ذلك اليوم بأيدي المنتفضين. وعلى الرغم من طلب وقف إطلاق النار من قبل الحكومة، إلا أن مجزرة قد وقعت بشكل متبادل بين كلا الطرفين خلال عملية الاقتحام، أيضاً فإن محافظ السجن ماركيز دي برنارد قُتل، وقطع رأسه ووضع على رمح، وسار المتظاهرون به في شوارع المدينة. لم يكن سجن الباستيل يحوي سوى سبعة سجناء فقط، أربعة مزورين، واثنين من النبلاء قيد التوقيف لضبطهما في سلوك غير أخلاقي، وأحد المتهمين بجريمة قتل، غير أنّ الباستيل كان رمزاً قوياً لكل شيء مكروه في النظام القديم. بعد العودة من الباستيل، اتجه المتظاهرون نحو فندق دي فيل، في مركز المدينة، وقاموا فيه بذبح رئيس البلدية جاك دي فليسيه غدراً. أعربت الحكومة عن قلقها إزاء أعمال العنف في باريس، واستدعي الحرس الوطني إليها؛ وقام سيلفان بايلي رئيس الجمعية الوطنية، بزيارة الملك في 17 يوليو في محاولة لتهدئة الموقف. غير أن السلطة فشلت في ذلك، مع انتشار أعمال العنف العشوائية، والسرقة، وامتدادها من باريس لمختلف أنحاء البلاد، في حين قام الكثير من طبقة النبلاء خوفاً على سلامتهم، بالانتقال إلى البلدان المجاورة؛ وكثيرون منهم، موّلوا ما عرف لاحقاً بالثورة المضادة.
في أواخر يوليو، كانت روح سيادة الشعب قد انتشرت وترسخت في جميع أنحاء فرنسا؛ وفي مختلف المناطق الفرنسية بدأ العديد من الفلاحين تشكيل ميليشيات غير نظامية وتسليح أنفسهم ضد الغوغاء، وقطاع الطرق، وهاجموا قصور النبلاء كجزء من التمرد الزراعي العام على الإقطاع؛ يضاف إلى ذلك، انتشار الشائعات بشكل كبير، وحدوث ما يشبه جنون العظمة، متزامنة مع الاضطرابات الأهلية الواسعة النطاق، والتي كانت كفيلة بتقويض وانهيار القانون والنظام العام.

#### الخطوات الدستورية

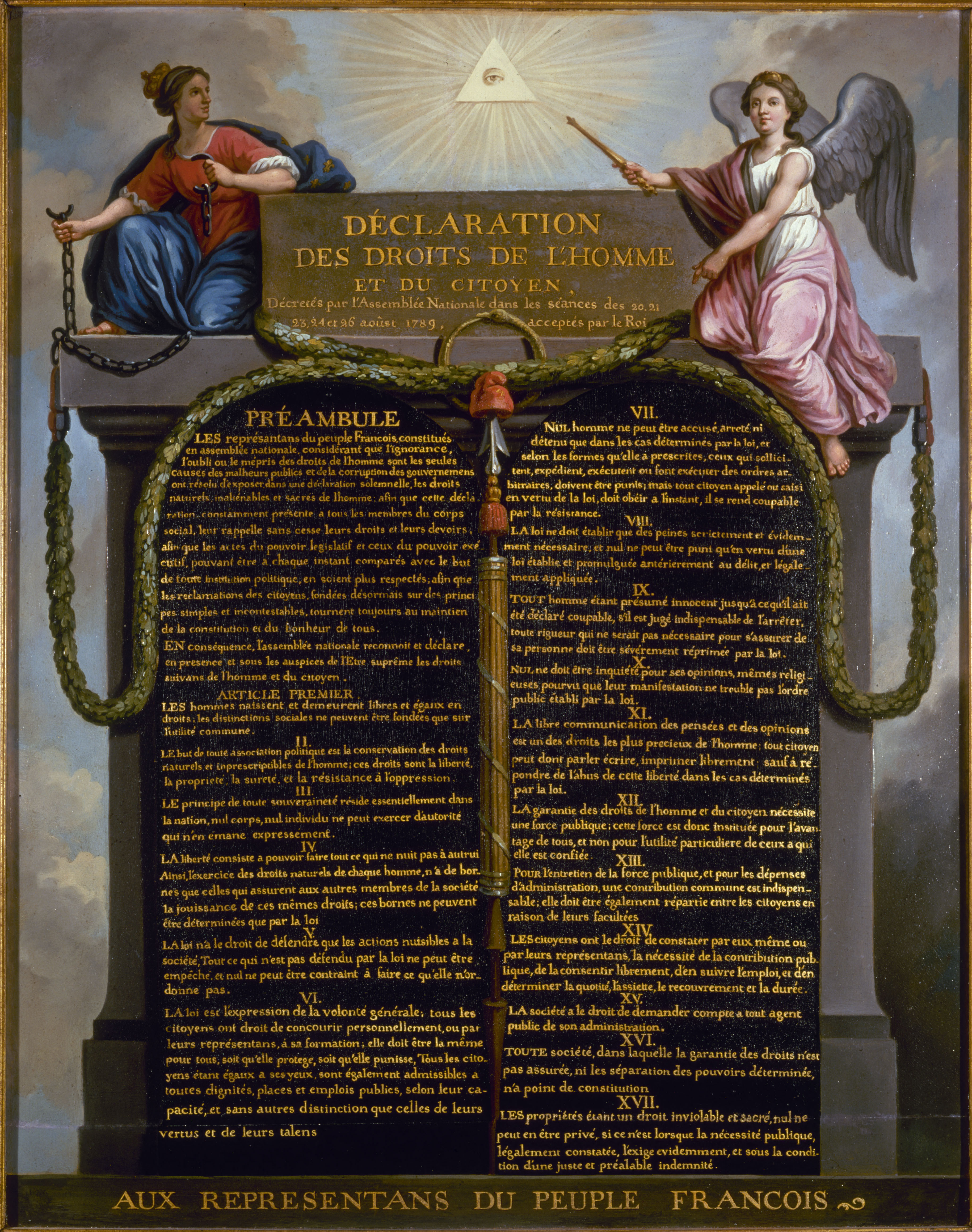
إعلان حقوق الإنسان والمواطن والذي أعلنته الجمعية الوطنية في أغسطس 1789.

في 4 أغسطس 1789، ألغت الجمعية التأسيسية الوطنية الإقطاع رسمياً، وكانت بذلك المرة الأولى التي تفلح فيها ثورة فلاحية بتحقيق أهدافها. فعن طريق ما يعرف باسم مراسيم أغسطس، تم تجريف الحقوق الإقطاعية سواءً على العقارات أو الأراضي الزراعية. ومع تطبيق هذه المراسيم، فقد النبلاء، والكنيسة، والبلديات، والشركات الخاصة، كافة الامتيازات الذين تمتعوا بها سابقاً. في 26 أغسطس 1789، نشرت الجمعية الوطنية إعلان حقوق الإنسان والمواطن، الذي كان وثيقة حقوق أو مبادئ فوق دستورية ذات أثر قانوني، أصدرتها الجمعية الوطنية ليس فقط باعتبارها هيئة تشريعية، بل بوصفها هيئة تأسيسية لوضع دستور وعقد اجتماعي جديد. قررت الجمعية إلغاء مجلس الشيوخ اللذين يعينهم ولي العهد، وقلصت صلاحيات الملك، ساحبة منه حق النقض، مستبدلة أيّاه بإمكانية تأخير تنفيذ القوانين دون أن يتمكن من رفضها أو نقضها. أخيرًا، قامت الجمعية بإعادة التقسيم الإداري للبلاد، بحيث ألغت التقسيم التاريخي للمحافظات الفرنسية، وأعادت رسم الخريطة الإدارية، فاستحدثت 83 محافظة، متساوية في المساحة وعدد السكان. ووسط انشغال الجمعية في الشؤون الدستورية، كانت الأزمة المالية تتفاقم، وعدم معالجتها قد أفضى فعليًا إلى زيادة العجز؛ فقررت الجمعية إزاء هذا الوضع، منح نيكر حق التصرف بالإدارة المالية الفرنسية بشكل كامل، وبذلك غدا نيكر «ديكتاتور مالي».

#### مسيرات النساء إلى فرساي

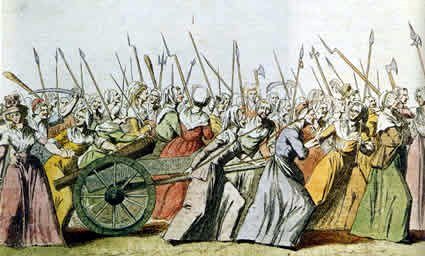
مسيرة النساء إلى قصر فرساي، 5 أكتوبر 1789.

انطلقت يوم 5 أكتوبر 1789 حشود من النساء نحو قصر فرساي، كانت بداية التجمع في وسط المدينة لمطالبة البلدية بمعالجة المطالب النسائية، والاستجابة للحالة الاقتصادية الصعبة التي يواجهنها، وخاصة نقص الخبز. كما طالبت المسيرات النسائية، بإيقاف «العراقيل الملكية» لمنع الجمعية الوطنية من أداء «شواغلها الإصلاحية»، وطالبت أخيراً بانتقال الملك إلى باريس كدليل على حسن نواياه في القرب من الشعب، ومعالجة مشاكله وفقره المنتشر على نطاق واسع. عدم تحقيق مطالب النسوة المتظاهرات في ساحة البلدية في باريس، دفعهنّ للتوجه إلى قصر فرساي، يحملنّ مدافع وأسلحة خفيفة. قدّر عدد المتظاهرات بنحو من 7000 امرأة، في حين قام 20.000 عنصر من الحرس الوطني بتأمين مقر السكن الملكي. حاولت النسوة اقتحام القصر، ما أسفر عن مقتل عدة حراس؛ قائد الحرس الوطني تمكن من إقناع الملك بأهمية الانتقال إلى باريس لتغدو مقر الإقامة الملكية؛ وهو ما تمّ فعلاً في 6 أكتوبر 1789، حين انتقل الملك والعائلة المالكة من قصر فرساي إلى باريس تحت حماية الحرس الوطني. ذلك لم يؤد لشيء، سوى ترسيخ شرعية الجمعية الوطنية.

#### الثورة والكنيسة

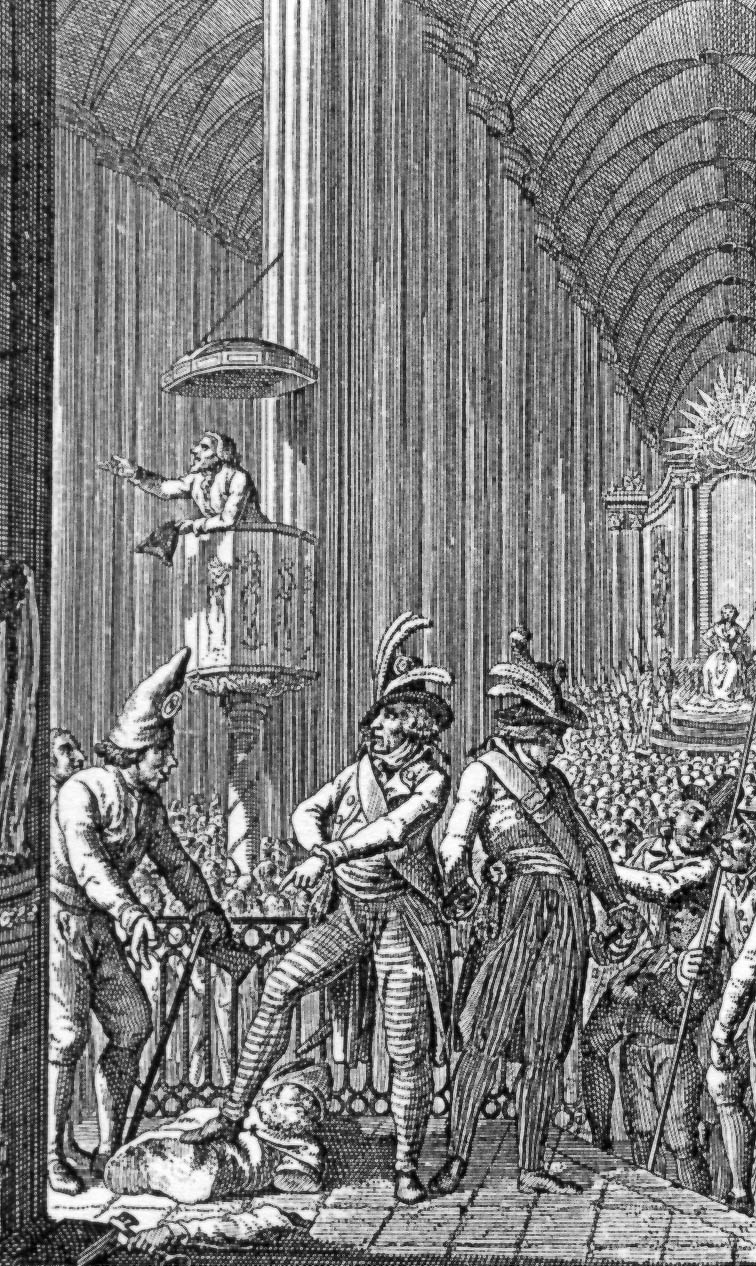
فوضى داخل كنيسة في ستراسبورغ، بعد اقتحامها خلال الثورة.

كانت الكنيسة الكاثوليكية أكبر مالك للأراضي في البلاد، إذ يعتبر 10% من الأراضي الفرنسية ملك شخصي لها. سوى ذلك، فقد كانت معفاة من الضرائب، ولها حق إدارة العشور، أي دفع المواطن الكاثوليكي 10% من دخله ليعاد توزيعه على الأكثر فقراً ومن لا دخل لهم، وسلسلة امتيازات تشريفية أخرى. كانت مجموعة من الفرنسيين تثير ثروة الكنيسة حفيظتها، مدعومة بكتابات أقلية من المفكرين الفرنسيين خلال عصر التنوير أمثال فولتير والتي وجدت صداها في الجماهير، «فتشويه» سمعة الكنيسة الكاثوليكية كان كافيًا لزعزعة استقرار النظام الملكي، وكما يقول المؤرخ جون مكمانرس «في المملكة الفرنسية خلال القرن التاسع عشر، كانت تحدث مشاكل وخلافات بين العرش والكنيسة، لكنهما في تحالف وثيق؛ وانهيارهما في وقت واحد، هو البرهان النهائي على ترابطهما». هذا الاستياء من الكنيسة، أضعف قوتها خلال افتتاح الجمعية الوطنية في مايو 1789، وعندما تم إعلان الجمعية الوطنية كممثل للشعب في يونيو 1789، صوّت أغلب رجال الدين مع ممثلي الطبقة الثالثة، غير أن ذلك لم يقلل من الاستياء والنقمة. في 4 أغسطس 1789 تم إلغاء سلطة الكنيسة في فرض العشور، وفي خطوة لحل الأزمة المالية أعلنت الجمعية في 2 نوفمبر 1789 أن جميع ممتلكات الكنيسة «هي تحت تصرف الأمة»، ومع طرح عملة جديدة في السوق، كان ذلك يعني فعليًا، تغطية قيمة ممتلكات الكنيسة المنقولة وغير المنقولة، للعملة الجديدة. في ديسمبر، دخل القرار حيّز التنفيذ، وبدأت الجمعية الوطنية تبيع الأراضي والعقارات التابعة للكنيسة لمن يدفع «أسعارًا أعلى». وفي خريف 1789، ألغيت قوانين تشجيع الحركة الرهبانية؛ وفي 13 فبراير 1790 تم حلّ جميع الجماعات الدينية في البلاد؛ وسمح للرهبان والراهبات ترك الأديرة، غير أن نسبة قليلة منهم خرجت من الأديرة في نهاية المطاف.
في 12 يوليو 1790 أصدرت الجمعية، «نظام الحقوق المدنية لرجال الدين»، اعتبر بموجبه رجال الدين «موظفي حكومة»، وأنشأت الجمعية نظامًا جديدًا للكهنة والأساقفة والرعايا، كما حددت أجورهم. بموجب النظام الجديد، كان الأسقف ينتخب من قبل مؤمني الأبرشية، ما يشكل نفيًا لسلطة بابا روما على الكنيسة الكاثوليكية الفرنسيّة. في نوفمبر 1790، طلبت الجمعية الوطنية من جميع رجال الدين، قسم يمين الولاء للدستور المدني الفرنسي، ما خلق انقسام في أوساط رجال الدين، بين أداء اليمين المطلوبة، وبين أولئك الذين رفضوا وحافظوا على «وفائهم» للبابوية؛ في المحصلة 24% من رجال الدين أقسموا اليمين.
عزوف رجال الدين عن القسم، قد دفع إلى نقمة وسخط شعبيين، خرجت العديد من المطالبات «بنفيهم، ترحيلهم قسرًا، إعدام الخونة». البابا بيوس السادس، قبل مبدأ الدستور المدني للدولة، غير أنه رفض أن قانون ينظم علاقة الأساقفة والرعايا خلافًا للقوانين الكنسيّة، وعزل من الكنيسة من قبل بالنظام الأسقفي الجديد. المرحلة اللاحقة، هي «عهد إرهاب»، تزايدت المحاولات سواءً شعبية أم داخل الجمعية الوطنية، للقضاء على الدين، فذبح كهنة، ودمرت كنائس وأيقونات في جميع أنحاء فرنسا، كما منعت المهرجانات الدينية والأعياد، وأعلن البعض عن إعلان «ديانة العقل» لتكون الخطوة الراديكالية الأخيرة ضد الديانة. بكل الأحوال، لا يمكن تعميم ما حدث: لقد أدت هذه الأحداث إلى خيبة أمل واسعة النطاق في الأوساط المؤمنة، وتم السعي لمكافحتها في جميع أنحاء فرنسا؛ كما اضطر رئيس لجنة السلامة العامة في الجمعية الوطنية التنديد بالحملة.
النظام المدني للأساقفة الذي اجترحته الجمعية الوطنية، أنهي عام 1801 بالاتفاق بين نابليون الأول والكنيسة، واستمر بعد نابليون حتى ألغته الجمهورية الفرنسية الثالثة عن طريق الفصل بين الكنيسة والدولة في 11 ديسمبر 1905. أدى اضطهاد الكنيسة إلى ثورة مضادة معروفة باسم الثورة في فينديي، والذي يعتبر قمعها، أول إبادة جماعية في التاريخ الحديث.

#### تطرف التشريع

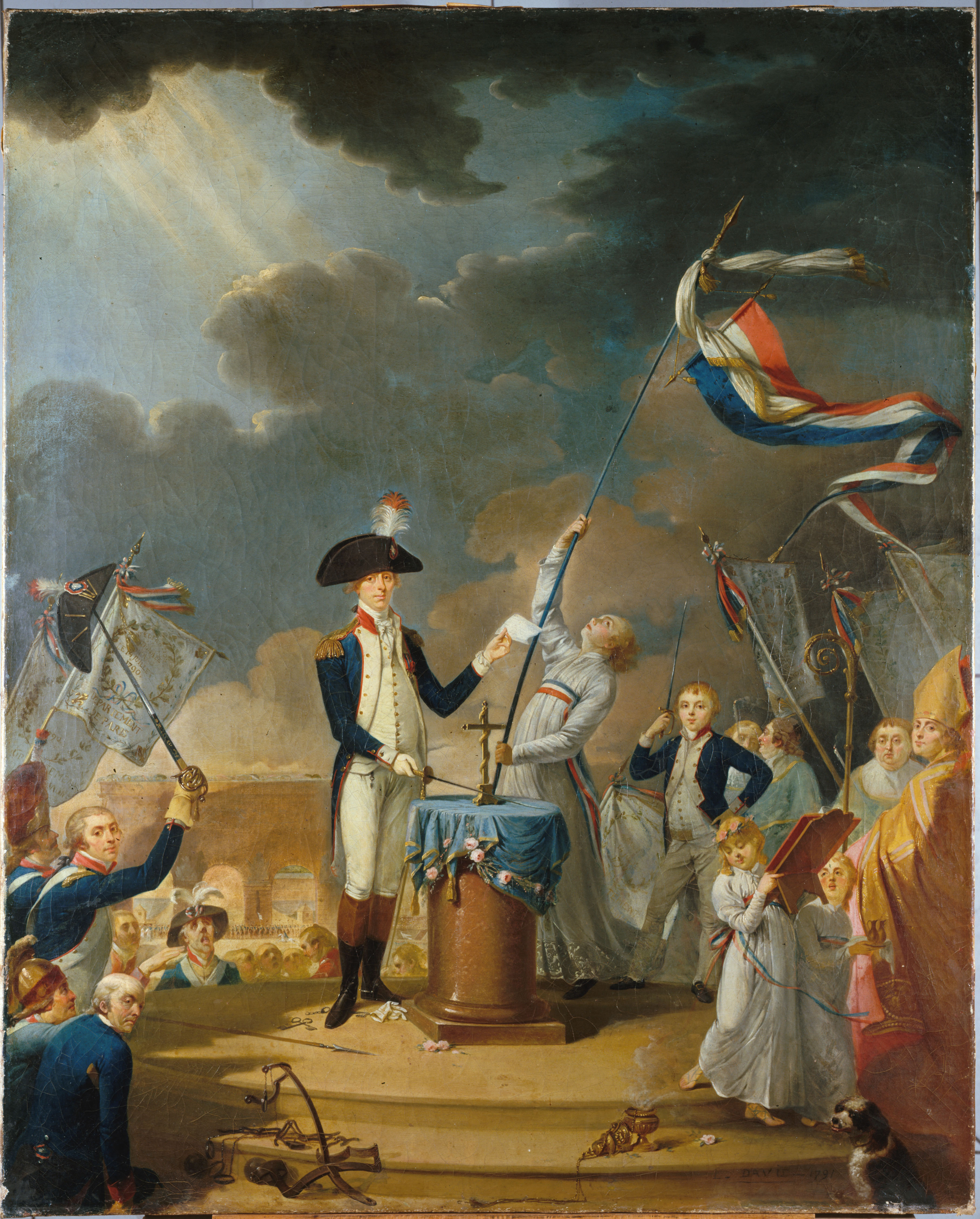
من الاحتفالات بالذكرى الأولى لسقوط الباستيل في 14 يوليو 1790: حين تم الإقسام بالإخلاص "للأمة، والقانون، والملك".

مع مضي الوقت بدأ تمايز الكتل السياسية داخل الجمعية الوطنية الفاعلة في الثورة. فقاد الأرستقراطي جاك أنطوان دي ماري ما أصبح يعرف باسم الجناح اليميني، وكان يجلس المقاعد على الجانب الأيمن من الجمعية. أما الكتلة الثانية فهي الملكيين الديموقراطيين المتحالفة مع نيكر، وتميل إلى تنظيم فرنسا على غرار التنظيم الدستوري المتبع في بريطانيا، وشملت أيضاًً الحزب الوطني الذي يمثل يسار الوسط أو وسط الجمعية. أما هنري ميرابو، وعدد من الشخصيات الأخرى كانت تمثل التيارات الأكثر راديكالية وتطرفًا، فكانت تجلس في الجانب الأيسر من الجمعية؛ وقد نجحت هذه الكتلة في تمرير عدد من المشاريع التي اقترحتها، مع بعض التعديل لإرضاء الوسط. في 14 يوليو 1790، احتفلت الجمعية بالذكرى الأولى لسقوط الباستيل واعتبرت المناسبة «عيد الجمهورية»، أي مآل السلطة إلى الجماهير، وأكدت العمل على إنشاء الملكية الدستورية. ألغت الجمعية جميع الرموز والشعارات التي كانت مرتبطة بطبقة النبلاء؛ أقرت أيضًا يمين القسم، وهو «الإخلاص للأمة، وللقانون، وللملك»؛ اللافت أنّ الملك والعائلة المالكة شاركت بنشاط في احتفالات الذكرى الأولى للثورة وسقوط الباستيل. كان مرسوم دعوة الجمعية الوطنية قد نصّ على كون فترة الناخبين لعام واحد فقط، وهو ما دعمه اليمين بحيث تجرى انتخابات جديدة، غير أن سائر الجمعية مددت ولايتها، معتبرة أنه لا انتخابات حتى وضع دستور جديد.
في أواخر عام 1790 كان الجيش الفرنسي في حالة كبيرة من الفوضى: معظم الضباط كانوا من طبقة العسكريين النبلاء، الذين وجدوا صعوبة متزايدة في الحفاظ على القواعد والنظام داخل صفوف الجند. في بعض الحالات، كان الجنود الوافدين من طبقات الشعب الدنيا، ينقلبون على الضباط ويقومون بمهاجمتهم. في نانسي، تمكن الضابط من قمع واحدة من محاولات التمرد من هذا القبيل، إلا أنه اتهم بمعاداة الثورة نتيجة فعله. ذلك ما أدى إلى حالات عديدة من الهجرة النهائية، بانشقاق الضباط وانتقالهم إلى بلدان أخرى، ما ترك الجيش دون قيادات خبيرة. كما شهدت الفترة ذاتها، ظهور «النوادي» في الحياة السياسية الفرنسية، وكان أشهرها نادي اليعاقبة، المؤلف من 152 عضوًا وتأسس في 10 أغسطس 1790، وتمكن من تحقيق شعبية كبيرة في البلاد، وتابعت الجماهير نقاشاته السياسية. في الوقت نفسه، واصلت الجمعية العمل على وضع دستور جديد؛ وبموجب المسودة، استحدثت هيئة قضائية مؤقتة، وفصل القضاء عن العرش، وألغت إمكانية الوراثة في أي منصب من المناصب باستثناء منصب الملك نفسه، وبدأت محاكمات لعديد من أنصار النظام. التشريع نصّ على إمكانية الملك اقتراح الحرب على السلطة التشريعية التي يعود لها وحدها قبول إعلان الحرب من رفضه؛ ألغت الجمعية الوطنية أيضًا جميع المنظمات والنقابات العماليّة والحرفيّة، ففتحت بذلك الحق لأي شخص العمل بالمهنة التي يريد دون مراعاة الشروط الخاصة بذلك كما كان سابقًا؛ وتمّ تجريم المضاربة واعتبارها غير قانونية. في شتاء 1791، ناقشت الجمعية للمرة الأولى تشريعات ضد من هاجر من البلاد؛ كان النقاش حول سلامة حق حرية الأفراد في التنقل بين الداخل والخارج، ورغم المعارضة المبدئية للقانون، إلا أنه في نهاية العام تمّ إقرار هذه الإجراء الصارم.

#### انتقال العائلة المالكة إلى فارين

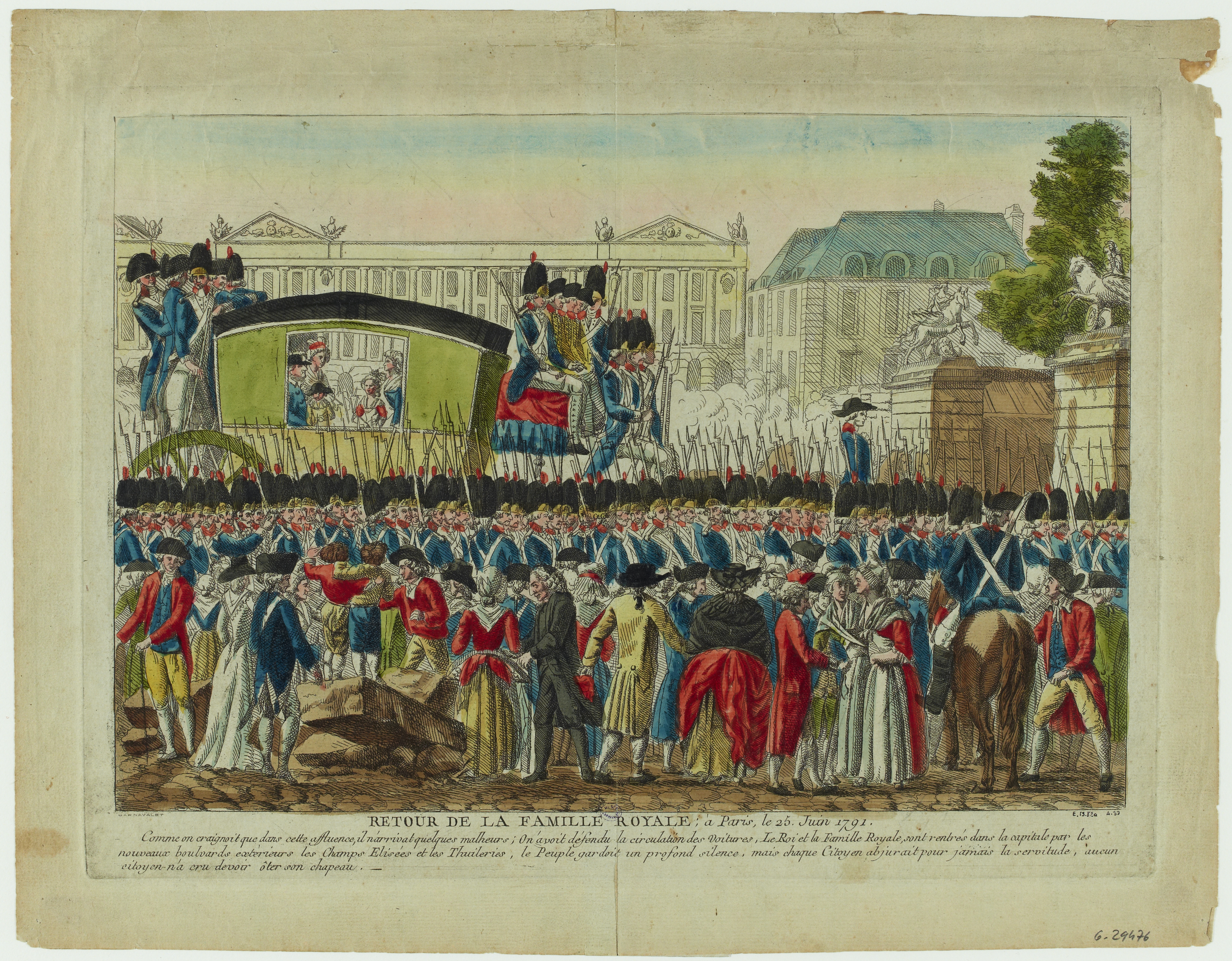
إعادة الملك وعائلته إلى باريس.

كان استياء لويس السادس عشر من الثورة قد تزايد، فحثّه شقيقه الكونت دي أرتواز وكذلك زوجته الملكة ماري أنطوانيت، دعم المهاجرين والوقوف بموقف أكثر حدية ضد الثورة. رفض الملك أي محاولة للاستعانة بالقوى الأجنبية من دول أوروبا الأخرى ضد الجمعية الوطنية. وفي نهاية المطاف، خوفًا على سلامته وكذلك سلامة أسرته قرر الهرب من باريس إلى حامية الفارين قرب الحدود الألمانية، بعد أن تأكد من ولاء الحاميات الحدودية. هربت العائلة في ليلة 20 يونيو 1791 من قصر التويلري في باريس وهي ترتدي زي الخدم، بينما كان الخدم يرتدون زي النبلاء. فشلت المحاولة، ففي مساء اليوم التالي، قبض على الملك والعائلة قرب فارين، وجلب هو عائلته إلى باريس تحت الحراسة وهو لا يزال يرتدي ثياب الخدم؛ ثم التقى مجموعة من ممثلي أعضاء الجمعية؛ في حين قامت حشود باستقبال الموكب الملكي صامتة.

#### إتمام الدستور

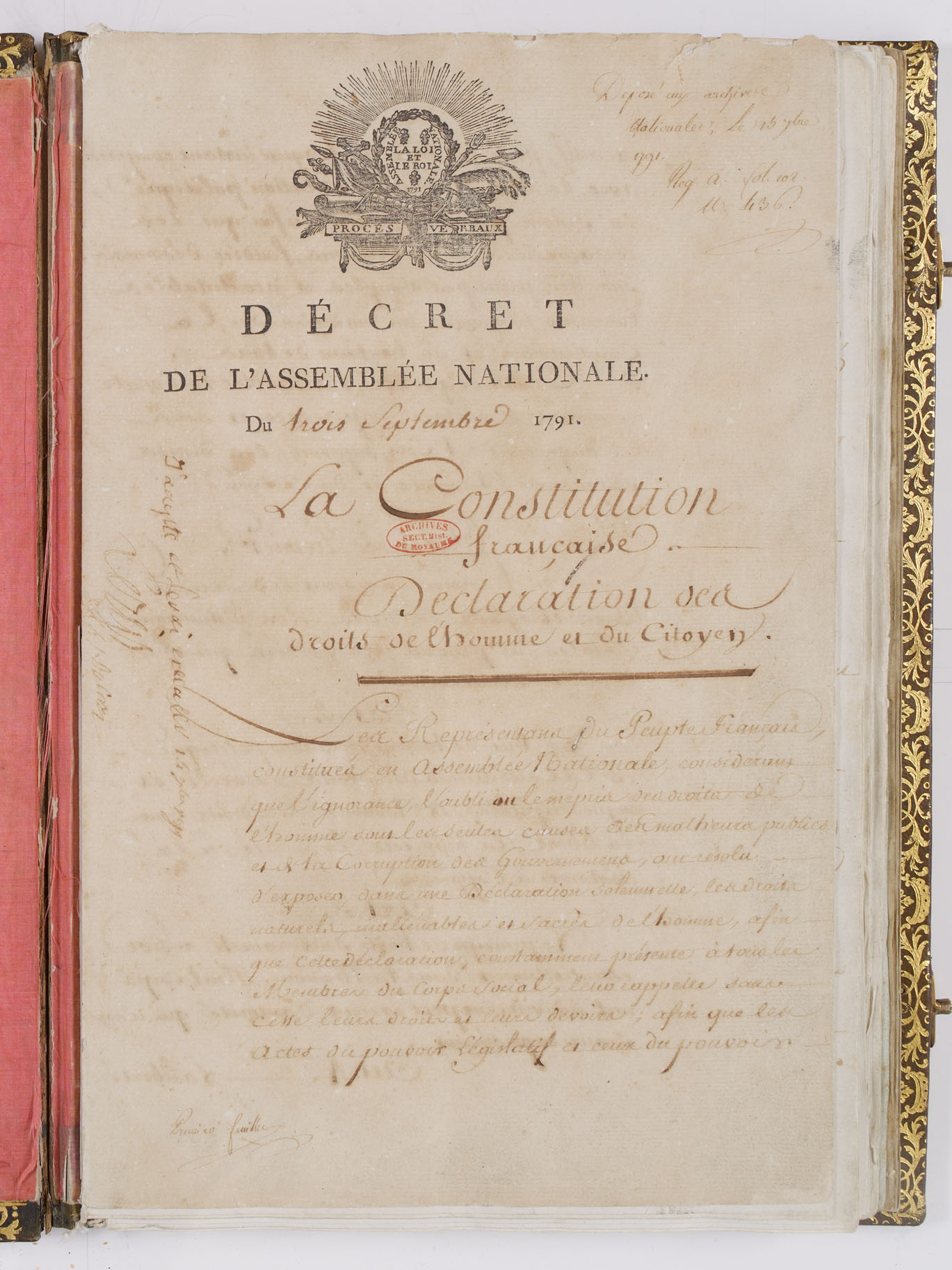
غلاف دستور فرنسا لعام 1791.

كانت معظم الجمعية تفضل نظاماً ملكياً دستورياًّ بدلاً من النظام الجمهوري؛ وبعد النقاشات المستفيضة توصلت الكتل السياسية المختلفة إلى حل وسط يقوم على ترك لويس السادس عشر أكثر قليلاً من ملك صوري، ونصّ الدستور على أن يقسم الملك على الدستور وأن يمضي مرسومًا بعد تراجعه عن القسم؛ كما منحته مركز قيادة الجيوش الفرنسية؛ وحصنت شخصه من الطعن أو النقد. ومع ذلك، فإن بعض النواب أمثال جاك بيير بريسو، قال أنّ الملك في نظر الأمة قد فقد شرعيته منذ أن هرب إلى الفارين، ودعا جماهير الشعب للتوقيع على عريضة تؤيد القول بفقدانه الشرعية. جرى التوقيع على العريضة في ساحة البلدية وسط باريس، ورافقه خطابات حماسية ساخطة على الملك، ولم تلق دعوات البلدية «للحفاظ على النظام العام» أي استجابة. أخيرًا واجه الحرس الملكي الحشود، بغية فضّهم، فردت الحشود بوابل من الحجارة، فأطلق الجنود النار على الحشد ما أسفر عن مقتل 13 - 50 شخصاً. في أعقاب المذبحة، أغلقت السلطات العديد من الأندية الوطنية، والصحف الراديكالية، وهربت بعض الشخصيات «الثورية» إلى خارج البلاد في حين اضطرت شخصيات أخرى للتخفي والاختباء.
تزامنًا مع ذلك، نشأ تهديد للجمعية من الخارج، فشقيق الملك في قانون الإمبراطورية الرومانية المقدسة هو ليوبولد الثاني ووليم الثاني ملك بروسيا. طالبت الجهات الأوروبية باعتبار لويس السادس عشر ملكًا للفرنسيين، واحترام حريته الشخصية الكاملة، وألمحت بغزو فرنسا نيابة عنه إذا رفضت السلطات الثورية ذلك. كان رد الفعل في فرنسا شرسًا، وأعرب الشعب الفرنسي أنه لا يحترم أي قرار أو تصريح من الملوك الأجانب، أو أي علاقة للملك الفرنسي مع ملوك أوروبا الآخرين. احتفل بتوقيع الملك الدستور الفرنسي في 30 سبتمبر 1791، «مع التصفيق الحار من أعضاء الجمعية وسائر الحضور»، واعتبر التوقيع بمثابة حفل التتويج الجديد.

#### مملكة فرنسا بين عامين 1791 و1792
في عام 1791، أعلنت الجمعية الوطنية نفسها وصدر عن نيتها لتقديم فرنسا لدستور عادل وليبرالي. لويس السادس عشر انتقل إلى باريس في تشرين الأول من ذلك العام. نوي لويس السادس عشر الذهاب إلى باريس مكرها، وعزم على الهرب في العام 1791 والمعروفة باسم الرحلة إلى فارين، ولكنه فشل في نهاية المطاف إلى واقعة. ودمر الرأي العام الإيجابي في مصداقية النظام الملكي. أخ لويس السادس عشر في المنفى في كوبلنس أستنجد لطلب المساعدة ضدغزو فرنسا والثورة. استجابت النمسا وبروسيا إلى صرخات الأخوة الملكية "وأفرج عنه في إعلان Pillnitz في أغسطس. وذكر الإعلان أن بروسيا والنمسا ترغب في استعادة لويس السادس عشر إلى السلطة المطلقة، لكن يشترط للقيام بذلك مساعدة القوى الأوروبية الأخرى.
في عام 1792 سقطت المملكة وأنشئت الجمهورية الفرنسية الأولى.

### استعادة المملكة

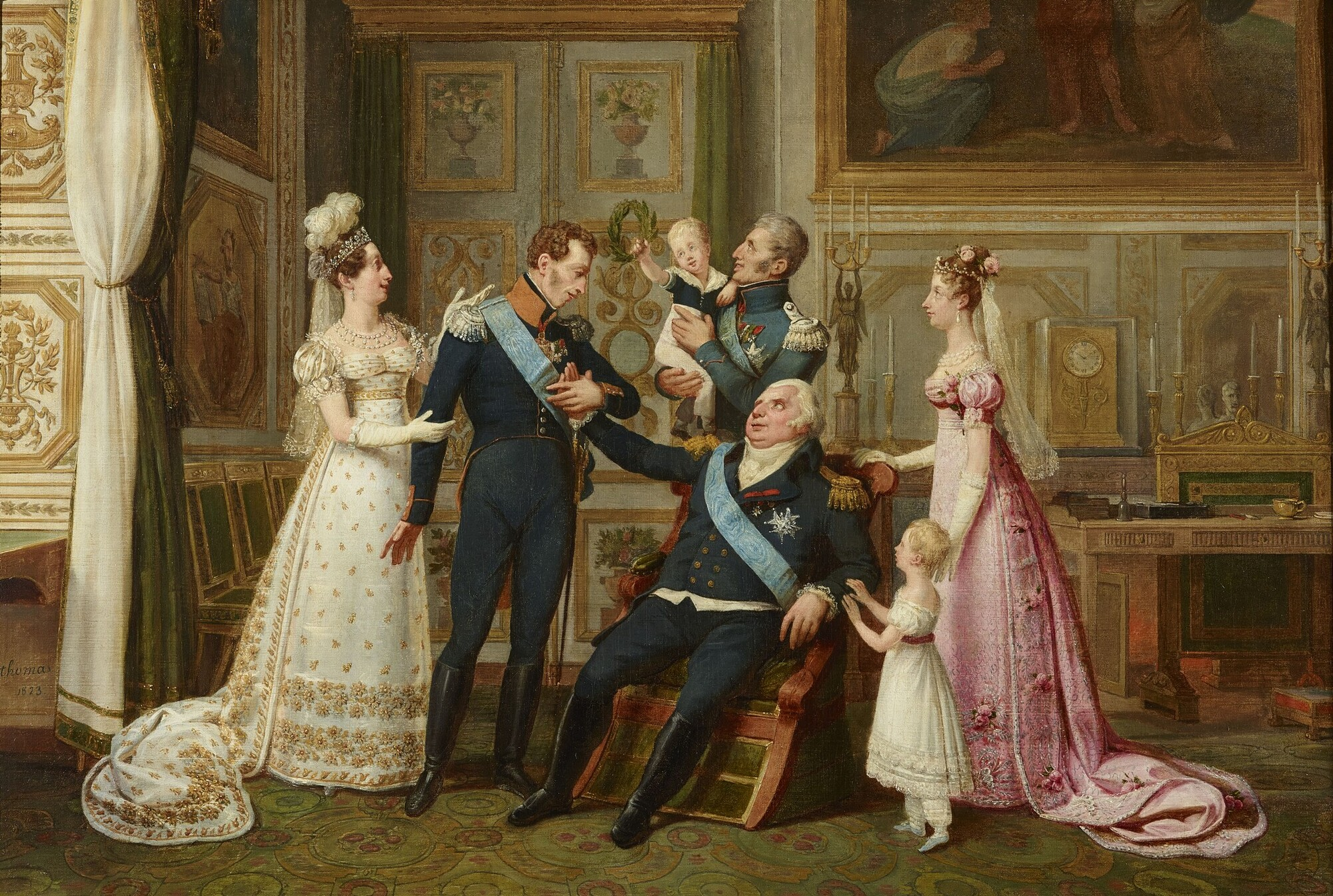
لوحة أسرة بوربون 1823

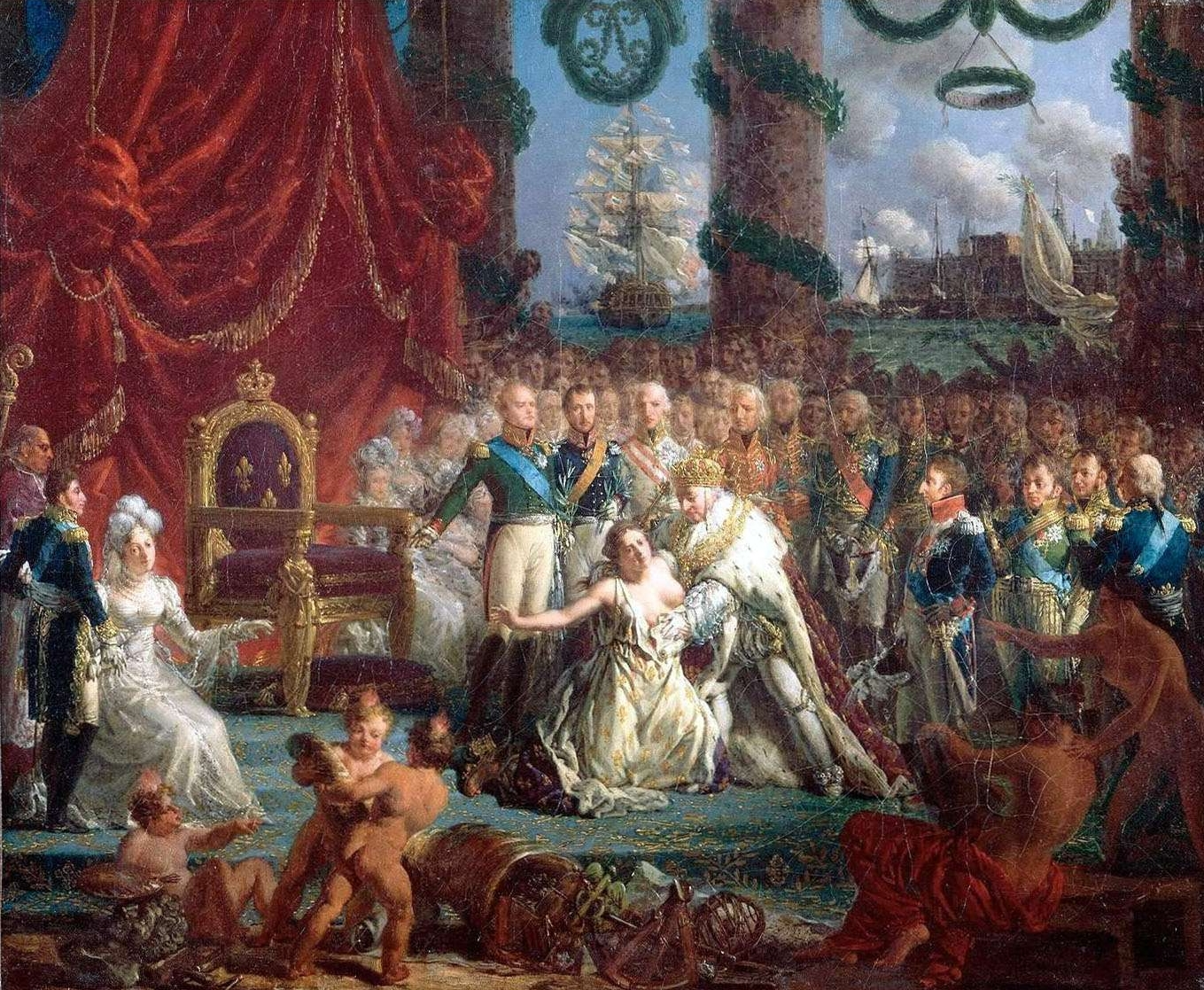
لويس الثامن عشر يخرج فرنسا من إنقاضها (جزء من استعراش آل بوربون)

بعد سقوط نابليون على يد لويس الثامن عشر، وصلوا إخوة الملك لويس السادس عشر الذي نُفذ به حكم الإعدام إلى السلطة وحكموا بأسلوب محافظ للغاية. وعاد موالو الحكم الملكي المنفيون إلى فرنسا. لكنهم على الرغم من ذلك كانوا عاجزين عن إعادة معظم التغييرات التي أحدثتها الثورة الفرنسية ونابليون إلى سابق عهدها. عُوملوا باحترام في مؤتمر فيينا، لكن كان لزامًا عليهم التنازل عن كل المكاسب الإقليمية تقريبًا التي حققوها منذ عام 1789.
أثناء العودة، كان حكم آل بوربون الجديد عبارة عن مُلكية دستورية، خلاف الحكم الأترافي المطلق، لذا كانت سلطة هذه المُلكية محدودة بعض الشيء. وافق الملك لويس الثامن عشر، على غالبية الإصلاحات التي فُرضت بين عامي 1792 و1814. كانت الاستمرارية سياسته الأساسية. لم يُحاول استعادة الأراضي والممتلكات التي صوردت من الملكيين المنفيين. تابع الأهداف الأساسية لسياسة نابليون الخارجية بطريقة مسالمة، مثل الحد من نفوذ النمسا. خالف لويس الثامن عشر نابليون فيما يتعلق بإسبانيا والإمبراطورية العثمانية، بغية استعادة الصداقة التي كانت سائدة حتى عام 1792. اتسمت الفترة برد فعل محافظ حاد، تلته حوادث طفيفة ولكن مستمرة من الاضطرابات والبلبلة المدنية. من ناحية أخرى، كان الوضع السياسي مستقرًا نسبيًا حتى عهد شارل العاشر. وشهدت هذه الفترة أيضًا إعادة الكنيسة الكاثوليكية إلى مكانتها بصفة قوى كبرى في السياسة الفرنسية. طوال فترة عودة آل بوربون، اختبرت فرنسا فترة من الازدهار الاقتصادي المستقر ومبادرات للتصنيع.
أحدثت عصور الثورة الفرنسية ونابليون سلسلة من التغييرات الكبيرة في فرنسا ولم تستطع عودة آل بوربون إعادة الأمور إلى نصابها. أصبحت فرنسا مركزية للغاية، إذ أصبحت جميع القرارات المهمة تُتخذ في باريس. أعيد تنظيم الجغرافيا السياسية كليًا وأصبحت موحدة. قُسمت فرنسا إلى أكثر من 80 إدارة استمرت حتى القرن الواحد والعشرين. كان لكل الإدارات بُنية إدارية متطابقة، وكان يديرها بإحكام حاكم يُعين في باريس. أُلغيت جميع الاختصاصات القضائية المتعددة والمعقدة والمتداخلة للنظام القديم، ووضع قانون قضائي نموذجي واحد، يديره قضاة يُعينون في باريس، بدعم من الشرطة الخاضعة للحكم الوطني.
فقدت الكنيسة الكاثوليكية جميع أراضيها ومبانيها خلال الثورة، إذ بيعت أو خضعت لسيطرة الحكومات المحلية. حافظ الأسقف على حكم أبرشيته (الأمر الذي كان متسقًا مع حدود الإدارة الجديدة) وتواصل مع البابا عبر الحكومة في باريس. دفعت الدولة رواتبًا للأساقفة والقساوسة والراهبات وبقية رجال الدين. استُبقيت جميع الشعائر والطقوس الدينية، وحافظت الحكومة على الأبنية الدينية. سُمح للكنيسة بتنشيط معاهدها اللاهوتية الخاصة بالإضافة إلى مدارس محلية إلى حد ما، رغم أن هذا الأمر أصبح قضية سياسية مركزية في القرن العشرين. انخفض نفوذ الأساقفة كثيرًا عما سبق، ولم تكن لديهم قوة سياسية. مع ذلك، أعادت الكنيسة الكاثوليكية خلق ذاتها وأبدت تركيزًا جديدًا على التدين الشخصي، وهذا ما أعطاها سطوة على سيكولوجية المؤمن. أصبح التعليم العام مركزيًا، وكان المعلم الأكبر لجامعة فرنسا يتحكم بكل عناصر نظام التعليم الوطني من باريس. افتُتحت جامعات تقنية جديدة في باريس ومازالت ذات دور بالغ الأهمية في تدريب النخبة حتى يومنا هذا.
انقسم الفكر المحافظ بشدة إلى الطبقة الأرستقراطية القديمة العائدة والنُخب الجديدة التي ظهرت بعد عام 1796. كانت الأرستقراطية القديمة متلهفة لاستعادة أراضيها، لكنها لم تشعر بالولاء للسلطة الجديدة. أما النخبة الجديدة، «نبلاء الامبراطورية»، فسخروا من المجموعة القديمة بصفتها بقايا عفا عليها الزمن لنظام فقد مصداقيته وقاد الأمة إلى كارثة. تشاركت كلتا المجموعتين الخوف من الفوضى الاجتماعية، لكن مستوى عدم الثقة بالإضافة إلى الفروق الثقافية كان كبيرًا جدًا، وكان النظام الملكي متضاربًا جدًا في سياساته، لدرجة يصعب معها التعاون السياسي.
عادت الطبقة الأرستقراطية القديمة واستعادت الكثير من الأراضي التي كانت تمتلكها بصورة مباشرةً في السابق. ومع ذلك، فقدت جميع حقوقها الإقطاعية ببقية الأراضي الزراعية، ولم يعُد المزارعون خاضعين لسيطرتها. توددت الأرستقراطية القديمة إلى أفكار التنوير والعقلانية. وأصبحت الأرستقراطية أكثر محافظةً ودعمًا للكنيسة الكاثوليكية. وبالنسبة لأفضل الوظائف، كانت الجدارة هي السياسة الجديدة، كان على الأرستقراطيين التنافس مباشرة مع الأعمال النامية وطبقة الحرفيين.
أصبح الشعور العام المناهض للكنيسة أقوى من أي وقت مضى، لكن هذه المرة كان مرتكزًا إلى عدة عناصر من الطبقة الوسطى وحتى طبقة الفلاحين. كانت أكبر جموع الشعب الفرنسي فلاحين في الأرياف أو عمالًا مُعدمين في المدن. واكتسبوا حقوقًا جديدة واحساسًا جديدًا بوجود الإمكانيات. ورغم تخلصها من العديد من الأعباء القديمة والتسلط والضرائب، بقيت طبقة الفلاحين تقليدية للغاية في سلوكها الاجتماعي والاقتصادي. حصل العديد من المتلهفين على قروض لشراء أكبر قدر ممكن من الأراضي لأبنائهم، لذا كان الدين عاملًا مهمًا في حساباتهم. أما الطبقة العاملة في المدن فكانت عنصرًا صغيرًا، وتحررت من العديد من القيود التي فرضتها عليها نقابات القرون الوسطى. مع ذلك، كان سير فرنسا في اتجاه التصنيع بطيئًا جدًا، وبقي الكثير من العمل شاقًا دون آليات أو تكنولوجيا لتساعد في إنجازه. كانت فرنسا وقتها ذات طابع محلي، خصوصًا فيما يتعلق باللغة، لكن برزت في ذلك الوقت قومية فرنسية ناشئة أظهرت كبرياءها الوطني في مجالي الجيش والشؤون الخارجية.
في بداية «أيام مئات»، أطاح الإمبراطور نابليون أنا بزهو وعاد إلى باريس من ألبا. مع إشادة بالدوار والفرح الحشود الفرنسية بكافة الطرق. قادمة من بعيد مع نشر الأخبار المسبق لنهجه على طول الطريق، تضخم الحشود جيشه بين عشية وضحاها في ظهره، تنمو في كل خطوة، حتى بتجميع القوات جداً التي أرسلت إلى إلقاء القبض عليه بالنظام الملكي في مناسبات عدة. مع هروب الملك، بعد أن وصلت إلى باريس، حتى استعادت بلده كرامتهم الإمبراطور. الدول الأوروبية الكبرى الترحيب من أي مكان بالقرب، وأنها سرعان ما حشد الجيوش مرة أخرى. وادي هذا إلى هزيمة حاسمة نابليون عام 1815 في معركة واترلو.
وهناك أدلة تذكر أن النظام بوربون أخذ أي درس في أعقاب، وأصبح يزداد مزعج للجماهير الباريسية، وجميع أنحاء فرنسا بصورة عامة. مشاكل والأراضي سرعان ما عاد بسلوك المحكمة القيادة الكراهيات جديدة المنزل بين الطبقات العليا والسفلي.
بيد أن النظام الجديد بوربون نظام ملكي دستوري، خلافا  النظام القديم، الذي كان مطلقا، حيث كان بعض القيود عن قدراته لقمع السكان بصفة عامة. تميزت الفترة رد فعل المحافظين حاد، وما يترتب عليه من التواجدات بسيطة ولكنها متسقة من الاضطرابات المدنية واضطرابات. أنه شهد أيضا إعادة بناء الكنيسة الكاثوليكية كقوة في السياسة الفرنسية، وأن كان ليس بنفس القدر في قلوب الناس، العديد منهم الاحتفاظ بوجهات نظر جديدة وأكثر تحرراً.

### ملكية يوليو
في السابع من أغسطس 1830، بعد سقوط شارل العاشر، أُعيدت مراجعة الميثاق الدستوري للملك من العام 1814. وتمّ تغيير مقدّمة الميثاق المتبقية من العهد القديم، وتغيّر اسم الملك من «ملك فرنسا» إلى «ملك الفرنسيين»، الأمر الذي كان يعني توطيد أساساتٍ مبدأ السيادة الوطنية مقابل الحقّ الإلهي للملك. أدّى لويس فيليب القسم على الميثاق الدستوري الجديد في 30 أغسطس 1830، إيذانًاً ببدء ملكيّة يوليو. بعد يومين تشكّلت حكومةٌ ضمّت معارضي شارل العاشر، كان مِن أولى مهامها استعادة الأمن العام في البلاد، دون استعداء العناصر الثورية التي بدا أنّ ثورتها قد نجحت.
تتابعت القلاقل والاضطراباتُ مدعومةً من قِبل الصحافة اليساريّة. لم تتمكن حكومة لويس فيليب من وضعِ حدِّ للاضطرابات، لأنّ رئيس الحرس الوطني كان أحد القياديين الجمهوريين، ماركيز دو لا فاييه، الذي آمن بفكرة «حُكم ملكيّ شعبيّ تحيطُ به مؤسساتُ حكمٍ جمهوريّة».
سرّحت الحكومة من دوائرها جميع أنصار العهد الملكي القديم الذين رفضوا تقديم الولاء للنظام الجديد. أعاد وزير الداخلية، جوزو، أعاد تنصيب جميع الإداريين والعُمد في المدن الكبيرة. وفي صفوف الجيش، كان الجنرال دي بورمون -الذي كان يدين بالولاء لشارل العاشر- قائد الحملة على الجزائر. استُبدِلَ دي بورمون بـبيرتراند كلاوزيل. شملت عمليّة الملاحقة والاستبدال الجنرالات، والسفراء، والوزراء المفوّضين، ونصف أعضاء مجلس الدولة.
بالرغم من سعي الحكومة لإجراء بعض الإصلاحات التي حظي بها البرجوازيون لا عامّة الشعب، فقد عمّت أعمالُ الشغب مدينة باريس في 14 و15 فبراير 1831، ما أدّى إلى الإطاحة بحكومة جاك لافيت.
جاءت الاضطرابات نتيجةً لخروج مظاهراتٍ مؤيّدة للعهد الملكي القديم من كنيسة سانت جرمان لوكسيروا. فجّرت هذه التظاهرة سخطَ الجمهوريين الذين نزلوا إلى الشوارع ونهبوا الكنيسة على مدار يومين متتاليين وانتقلوا إلى كنائس أخرى.
انتقلت عدوى الاضطرابات الثورية إلى مدنٍ أخرى. امتنعت الحكومة عن قمع الحركة، بل عمدت إلى اعتقال رئيس أساقفة باريس والراهب المسؤول في كنيسة سان جرمان بالإضافة إلى آخرين، ووجّهت إليهم تهمة استفزاز العامّة.
لم يكن الملك لويس فيليب راضيًاً عن انسحاب رئيس الوزراء كاسيمير بيرييه من المشهد السياسي، لأنه اعتبر بيرييه قد احتكر لنفسه جميع نجاحات حكومته، بينما اتجهت سهام النقد والتشهير إلى الملك لوماً على إخفاقاتها. توطّد حُكم لويس فيليب بعد نجاحه في القضاء على انتفاضتين: قادت إحداهما دوقة بيري الموالية لعهد البوربون، والثانية قادها الجمهوريون.
يُضاف إلى ذلك، تزويج لويس فيليب لأخته الكبرى، لويز، مِن الملك البلجيكي ليوبولد الأول. أدّى هذا الارتباط الملكيّ والحِلف الناجم عنه إلى تدعيم موقف لويس فيليب في الخارج.